# 布拉特濱海陡崖
布拉特濱海陡崖是南極洲的陡崖，位於霍夫德島和阿曼達灣東北面約6公里，該陡崖根據挪威探險隊的空中照片繪入地圖。
69°13′S 77°0′E / 69.217°S 77.000°E